# Магаза
Ма̀газа (на италиански: Magasa) е село и община в Северна Италия, провинция Бреша, регион Ломбардия. Разположено е на 976 m надморска височина. Населението на общината е 141 души (към 2013 г.).